# Juan Burgos Pinto
Juan Burgos Pinto (Guasave, Sinaloa; 1 de febrero de 1947 - 5 de enero de 2007) fue un político mexicano del Partido Revolucionario Institucional (PRI). Fue alcalde de Guasave en 1987, diputado federal, secretario general de gobierno y director de gobierno de la Secretaría de Gobernación. Era reconocido por su excepcional talento político formó relaciones amistosas y laborales con personajes como Jorge Carrillo Olea, Emilio Chauyffet y Luis Donaldo Colosio, entre otros. Hijo de un ex obrero del ingenio azucarero, se le conocía por no ser clasista y por poder relacionarse con todo tipo de personas de forma natural y carismática.
Juan Burgos Pinto empezó su carrera política muy joven. A los 16 años dirigió las juventudes del PRI en Guasave. Siempre tuvo un alto sentido social, pues a pesar de ser parte de una familia privilegiada en Guasave, decidió a siempre estudiar en escuelas públicas. Se graduó de la licenciatura en Economía en la UAS después de haber intentado estudiar Ingeniería Mecánica en el Instituto Politécnico Nacional. 
El experimentado político Jesús Burgos Pinto es su hermano.